# Miroljub Mijatović
Miroljub Mijatović (Zenica, 13. maj 1974) bosanskohercegovački je pozorišni glumac, režiser, dramaturg, teatrolog i pozorišni saradnik.

## Biografija
Rođen je 13. maja 1974. u Zenici. U rodnom gradu je završio osnovnu i srednju školu. Potom je upisao Dramski studio pri BNP Zenica u klasi Žarka Mijatovića; nakon dvije godine primljen je za stalnog člana drame u BNP Zenica (1994). I prije ovoga je glumio na sceni, kao član Dječije scene NP Zenica (1984); bio je i član Dramskog studija (1993) i Glumačkog ansambla BNP Zenica. Sarađivao je sa uticajnim režiserima i kao omladinac i kao profesionalac. Završio je Fakultet humanističkih nauka u Mostaru (odsjek Dramska umjetnost — gluma, u klasi prof. Tanje Miletić-Oručević). Na ASU u Tuzli je diplomirao Teatrologiju i postao magistar. Januara 2020. diplomirao je na Učiteljskom fakultetu u Zagrebu i postao univerzitetski specijalista dramske pedagogije nakon završenog postdiplomskog. Trenutno studira na Filozofskom fakultetu u Zagrebu.
U periodu 1994—1995. radio je u UMCOR-u kao dramski pedagog. U periodu 1996—2002. bio je asistent na predmetu Gluma, Dramski studio BNP Zenica (izveo je oko 30 studenata). O pozorišnoj umjetnosti piše članke u Krijesnici, Brčanskoj riječi i Tmačaartu, a stručne radove u Didaktičkim putokazima. Ima preko 100 profesionalnih uloga, više od 40 puta je bio asistent režisera i samostalno režirao preko 30 omladinskih predstava (ističe se 2013. Srebrnom pahuljicom nagrađena Mali princ, kao i višestruko nagrađivana Pozdravi nekog).
Rukovodilac Dječije, omladinske i lutkarske scene u BNP Zenica bio je od kraja sezone 2004/05. do početka februara 2020. — kada je postao direktor BNP Zenica. Takođe je član Upravnog odbora Centra za dramski odgoj BiH (Mostar). Trinaest godina organizuje i realizuje Smotru predškolskog i školskog dramskog stvaralaštva, a deset godina Smotru dramskog stvaralaštva osoba sa teškoćama u razvoju. Autor je dvije pozorišne izložbe (Guliver i Meša Selimović), kao i monografije Začaravanje svijeta – 60 godina DOL scene i publikacije 15 godina dramskog studija Kakanj. Stvaralac je specijalnih predstava Reciklaža nije gnjavaža, Plavi krug i 122, urađenih u saradnji sa nevladinim organizacijama (udruženjima građana) i javnim ustanovama. Bio je učesnik „Radionice dramskih postupaka u nastavi”, Filozofski fakultet u Zenici (Zenica, 2016); bio je i jedan od rukovodilaca stručne radionice procesne drame omladinskog pozorišnog kampa i festivala „Agon”, kamp „Ušće” (Trebinje, 2019). Dobitnik je „Međunarodne godišnje nagrade za dramsko-pedagoški rad”, koju dodjeljuje Centar za dramski odgoj BiH (februar 2013).
Najznačajnije tumačene uloge
- Mula Jusuf (Derviš i smrt M. Selimovića; režija: S. Stojanović)
- Kapelan (Kulin Ban Z. Topčića; režija: S. Stojanović)
- Slik (Prljave ruke Ž. P. Sartra; režija D. Mustafić)
- Patrik Šajber (Draga moja profesorice Lj. Razumovske; režija: Ž. Mijatović)
- Ževakin (Ženidba N. V. Gogolja; režija: I. Porović)
- Muž ( T. Radovića; režija: M. Foretić)
- Rešo (Prognanici H. Džafića; režija: L. Kaikčija)
- Udovica druga (Udovice S. Mrožeka; režija: A. Bakrač)
- Glumac (Do dna M. Gorkog; režija: T. Miletić-Oručević)
- Toma Dijaforus (Umišljeni bolesnik Ž. B. P. Molijera; režija: A. Bakrač)
- Zvijer (Ljepotica i zvijer Ž. Hubača; režija: P. Štrbac)
- On (Ludilo udvoje E. Joneskoa; režija: T. Miletić-Oručević)
- 4. (12 gnjevnih ljudi R. Rouza; režija: Nil Flekman)[11][12]
- više uloga (Ukulele jam A. Meškovića; režija: Dino Mustafić)[13][14]

Popularne režirane predstave
- Dugonja, Trbonja i Vidonja[4]
- [15]
- Ježeva kućica[16]
- Kamenje[17][18]
- Ko smo mi[19]
- Mali princ[5]
- Meso[20]
- Pazi, zebra![21][22]
- Pepeljuga[23]
- Pigvin[24]
- Pozdravi nekog[5]
- Prije nego dijete zaspi[25][26]
- Put do čarolije[24]
- Savršeni proizvod[27]
- Sveto S (asistent režije)[28]
- Šalabajka (sa Snežanom Marković)[4]
- Talas hladnog vremena[15][29]
- Uzmi malo sna u šaku[4]
- Zenički teletabisi[4]
- Žuti maslačak[30]
- Reciklaža nije gnjavaža[5]
- Plavi krug[5]
- 122[5]

## Spoljašnje veze
- Zvanični veb-sajt BNP Zenica
- Tag ’Miroljub Mijatović’ na sajtu Zenicablog.com
  - Intervju (septembar 2014)
- Intervju za sarajevsko Oslobođenje (decembar 2018)